# Partido Conservador Progresista (Rumania)
El Partido Conservador Progresista (rumano: Partidul Conservator-Progresist, PCP) era un partido político en rumano: Partidul Conservator-Progresist.

## Historia
El partido estuvo establecido a raíz de una ruptura en el Partido Conservador. En las elecciones de 1919 ganaron 13 asientos en la Cámara de Diputados y cuatro en el Senado. Aun así, no volvieron a competir en otras elecciones.